# Aszexualitás

Az aszexuális büszkeség zászlaja

Az aszexualitás a szexuális vonzalom hiányát jelenti. Aszexuális az a személy, akik ritkán vagy egyáltalán nem érez szexuális vonzódást mások iránt. Az aszexualitás nem azonos a cölibátussal, azaz az önmegtartóztató életmóddal, a szemérmes viselkedéssel, az impotenciával, a frigiditással, a vágyzavarral vagy egyéb szexuális funkciózavarral.
A kifejezésben szereplő szexualitás szó a nemiségre utal, az „a-” pedig fosztóképző. Melléknévi alakja az aszexuális, avagy „aszex”. Angol nyelvterületen használatos rövidítés még az ace. Az aszexualitással szembeni előítéletesség, idegenkedés az alloszexizmus. 
Az aszexualitás nem összekeverendő az aromantizmus fogalmával, amely a romantikus vonzalom hiányát jelenti.

## Jellemzése
Az aszexualitás a szexuális vonzalom teljes vagy részleges hiányával jár együtt. Számos aszexuális ember érez (romantikus, plátói, esztétikai vagy érzéki) vonzalmat, ellenben nincs belső késztetésük arra, hogy a vonzódást szexuálisan is megéljék valakivel.
A legtöbben fizikailag képesek az orgazmusra, és vannak, akik rendszeresen önkielégítést végeznek, bár esetenként arról is említést tesznek, hogy normálisan működő fizikai reakciójukkal képtelenek érdemben mit kezdeni, zavarba hozza őket.

### Kapcsolatok
Az aszexuális embereknek ugyanolyan érzelmi szükségleteik vannak, mint bárki másnak. Néhányan egyedül boldogabbak, míg mások meghitt baráti közösséget gyűjtenek maguk köré. Vannak, akik vágynak egy bizalmasabb, romantikus kapcsolat kiépítésére, és ugyanúgy randevúznak, mint szexuálisabb társaik egymással. Feltételezhető, hogy társadalmi elvárások miatt a magukat aszexuálisnak vallók nagy része párkapcsolatban vagy házasságban él.
Szexuális vagy nem szexuális, minden emberi érintkezés ugyanazokból az alapokból tevődik össze: kommunikáció, közelség, humor, izgalom és bizalom. Sok aszexuális ember tapasztalja meg a vonzalmat mint élményt, mindazonáltal nem érez igényt arra, hogy szexuálisan is interpretálja ezt. Habár lenyűgözheti egy esztétikus test vagy személyiség, aki felé romantikus érzelmeket táplál, nem érzi úgy, hogy a szexuális aktus a szerelem megkoronázása lenne.
Edward Laumann amerikai szociológus szerint mind a téma, mind a közeg egyelőre feldolgozatlan, és nem kapta meg az azt megillető figyelmet. Egy 1994-ben napvilágot látott, az amerikai lakosság szexuális szokásait feldolgozó felmérése szerint a megkérdezett alanyok 13%-a nem létesített szexuális kapcsolatot az adott évben, ugyanezen személyek 40%-a nem érzett emiatt sem szorongást, sem bűntudatot. Tanulmánya kitér arra is, hogy a felnőtt népesség 2%-ának sosem volt szexuális kontaktusban része, bár afelől nem közöl információkat, hogy ez a két százalék a jövőben tervezett-e ilyet.

### Nemi izgalom
Néhányuknak a szexuális izgalmi állapot egy viszonylag rendszeresen történő jelenség, viszont ez nem összekeverendő azzal a vággyal, hogy szexuális aktust létesítsenek valakivel vagy találjanak maguknak szexuális partner(eke)t. Egyesek önkielégítést végeznek, de nem igényelnek aktust, sem partnert a kielégüléshez. Mások alig, vagy egyáltalán nem tapasztalnak szexuális izgalmat.
Mivel az aszexuális embereknél nem központi téma a szex, általában nem tekintik korrigálandó problémának a szexuális izgalom és/vagy aktus hiányát.

### Az aszexualitás fajtái
- Aszexuális: az egyén nem tapasztal szexuális vonzalmat.
- Demiszexuális: az egyén szexuális vonzalmat csak és kizárólag az érzelmi kötelék kialakulása után érez, tapasztal. A kötődésnek nem kell romantikusnak lennie.
- Szürke aszexualitás:
- (1.) az egyén ritkán, rendszertelenül érez szexuális vonzalmat.
- (2.) az egyén érez szexuális vonzalmat, de alacsony a libidója.
- (3.) az egyén érez szexuális vonzalmat és van libidója, de nem elég intenzíven ahhoz, hogy reagáljon.
- (4.) az egyén élvezi és vágyja a szexuális aktust, de csak rendkívül korlátozott és sajátos körülmények között.
A demi- és „szürke” (a)szexuálisok bármelyik nem iránt érezhetnek szexuális vonzalmat, ami azt jelenti, hogy vonzódhatnak a saját („szürke”/demi-homoszexuálisok ~ szürke-melegek/leszbikusok), az ellenkező („szürke”/demi-heteroszexuális) vagy mindkét nemhez („szürke”/demi-biszexualitás).
- A női szexualitás hiányát a köznyelv frigiditásnak nevezi, angolul: Hypoactive sexual desire disorder (HSDD), azaz: „aktivitás-hiányos nemi rendellenesség”.

## A vonzalom és fajtái
Definíciója: az a mentális vagy érzelmi erő, amely egymáshoz vonzza az embereket.

### Fajtái
- Szexuális vonzalom: vágy a szexuális kontaktusra valakivel.
- Romantikus vonzalom: vágy a romantikus kapcsolatra valakivel.
- Érzéki vonzalom: vágy a fizikai, intim, de nem szexuális kontaktusra valakivel. (például ölelkezés, simogatás, összebújás, csók).
- Érzelmi: vágy mások megismerésére, akár külsőtől függetlenül. Ez a leggyakoribb vonzalom akár plátói, akár romantikus vagy szexuális kapcsolatban.
- Esztétikus vonzalom: valaki megjelenéséhez, külső jellemzőihez való vonzódás. Nem összekeverendő a szexuális vagy romantikus vonzalommal.

## Szimbólumai

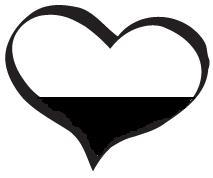

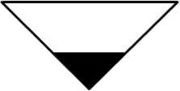

Az aszexualitás két szimbólumot is a magáénak mondhat. 
Az aszexualitást a szexuális orientációk egyik ágának értelmezők körében a rokonágaknak tekintett szexuális orientációk, mint a homoszexualitás, és a leszbikusság példáját követve szimbólummal jelölik: ez egy fejjel lefelé fordított üres háromszög, ami csak az alsó harmadáig van kitöltve fekete színnel.
Ezt főleg az Asexual Visibility and Education Network (lásd: AVEN) használja, logó helyett is, amint a melegszervezetek a rózsaszín háromszöget mint büszkeségszimbólumot.
A másik egy egyszerű, bár kissé ferde szív, amelynek szintén üres, sötét kontúrját nagyjából ugyanezen határig jelöli a tintafekete kitöltés.
Az aszexuális zászló négy színből tevődik össze (fekete, szürke, fehér és lila). A fekete szín magát az aszexualitást, a szürke a „szürke” a- és demiszexualitást (egyesek szerint a szexualitás és az aszexualitás közti átmenetet), a fehér a szexualitást (egyesek szerint a szexuális partnereket és támogatókat/szövetségeseket), míg a lila a közösséget szimbolizálja. 2010-ben vezették be ezt a kombinációt szavazás alapján.

## AVEN
Amerikában 2001-ben jött létre egy aszexuális csoportosulás az AVEN név alatt: Asexual Visibility and Education Network.
Ahogy David Jay, közösségük egyik vezéralakja megfogalmazza, aki saját bevallása szerint még soha nem érzett szexuális vágyat senki iránt:
„A szexualitás olyan, mint bármilyen más aktivitás. Van, akinek az ejtőernyőzés, a csokitorta vagy a foci az élete, és van, akit egyáltalán nem érdekel az ejtőernyőzés, a csokitorta vagy a foci. Semmi értelme, hogy energiáidat olyasmire koncentráld, amely felé semmiféle indíttatást nem érzel.”
Kijelentik, hogy szó sincs áldozatról, lemondásról; elutasítják a terápiás kezelés lehetőségét, egyszerűen egy szexcentrikus fogyasztói társadalomban ők a „másként gondolkodók”, akiknek nem a szex jár a fejében. (Lásd, az AVEN reklámpólóit: No sex please! – „Semmi szex, kérem!”; Asexuals have other things on their mind – „Az aszexuálisoknak más jár a fejében.”)
Céljuk, hogy a hasonlóan gondolkodók egymásra találjanak virtuális közösségükben és segédkezet nyújthassanak társaiknak.

## Magyarországon
A Magyar Aszexuális Közösség nevű Facebook-csoport 2014. május 17-én jött létre, majd 2018. március 26-án vette nyilvántartásba a bíróság az ugyanezen a néven működő egyesületet.

## A kultúrában
Bár kifejezetten aszexuálisnak nevezett alakok ritkán fordulnak elő, azonban számos olyan kitalált szereplő van mind az irodalomban, mind filmen, akiknek valamely tudomány vagy más cél iránti elkötelezettségébe nem fér bele a szerelem. Ilyenkor általában nem is az író, hanem a rajongók vetik fel a kérdést, miért van egyedül kedvenc hősük.

### Film
- Az eredeti Doctor Who televíziósorozatban a doktor, aki sosem keveredik romantikus kalandba, bár kísérői többnyire hölgyek.
- A BoJack Horseman című rajzfilmsorozat Todd Chavez nevű szereplője, aki a harmadik évadban szexuális orientációját „semmi”-ként jellemzi (I’m not gay. I mean I don’t think I am, but I don’t think I’m straight either. I don’t know what I am. I think I might be nothing. – „Nem vagyok meleg. Úgy értem, nem hiszem, hogy az vagyok, de azt sem hiszem, hogy heteró lennék. Nem tudom, mi vagyok. Azt hiszem, talán semmi lehetek.”), majd a negyedik évad során megismeri és elfogadja az aszexualitását.
- A Netflix Szexoktatás című televíziós sorozatának egy szereplője, Florence Simmons, egy szexterápiás ülés után ráébred, hogy ő valójában aszexuális.[13]
- A Donnie Darko filmjének címszereplője felveti célbalövés közben, mielőtt ellátogatnának Roberta Sparrow-hoz, hogy a Hupikék törpikék szereplői aszexuálisok, mert nincs nemi szervük.

### Anime
- Neon Genesis Evangelion sok rajongója hiszi azt, hogy Rei Ayanami aszexuális, mert sosem mutatja semmi jelét annak, hogy bármi is vonzaná egy másik emberben, kivéve a Shinji Ikari iránti plátói „szerelme”.

### Képregény
- A Riverdale (Archie Comics) Jughead Jones nevű karaktere aszexuális, noha több barátnője volt. A 2017 januárjában indult sorozatban viszont – a rajongók nagy elkeseredésére – Jughead irányultságát átírták.

## Az állatvilágban
Egy patkányokon végzett kísérletben a hímek 12%-a produkált elutasító viselkedést a nemi aktus iránt. Más emlősökön végzett kutatások is igazolták, hogy a hím egyedek között van 2-3%, amelyek nem mutatnak e téren aktivitást.

### Külföldi
- Welcome to the Asexual Visibility and Education Network
- AsexualityWIKI szabadon szerkeszthető információforrás az aszexualitásról; fórumként is funkcionál
- Tanulmány: 100 felnőttből 1 aszexuális. CNN, (2004. október 14.).

### Magyar
- Aszexi
- Magyar Aszexuális Közösség
- Liptai Lívia - Nem könnyű azt vállalni, amikor azt mondják, csúnya vagy, bottal se piszkálnálak, meg biztos vertek is (Telex.hu, 2023.08.25.)

### Fontos fogalmak, kifejezések
- Az LMBTQ közösséggel és a társadalmi nemekkel kapcsolatos legújabb fogalomgyűjtemény
- Karsay Dodó, Virág Tamás - Kérdőjelek helyett / LMBTQI-Kisokos a médiának útmutató (Magyar LMBT Szövetség, 2015) ISBN 978-963-12-2728-4